# Okinawa Churaumi-akvariet

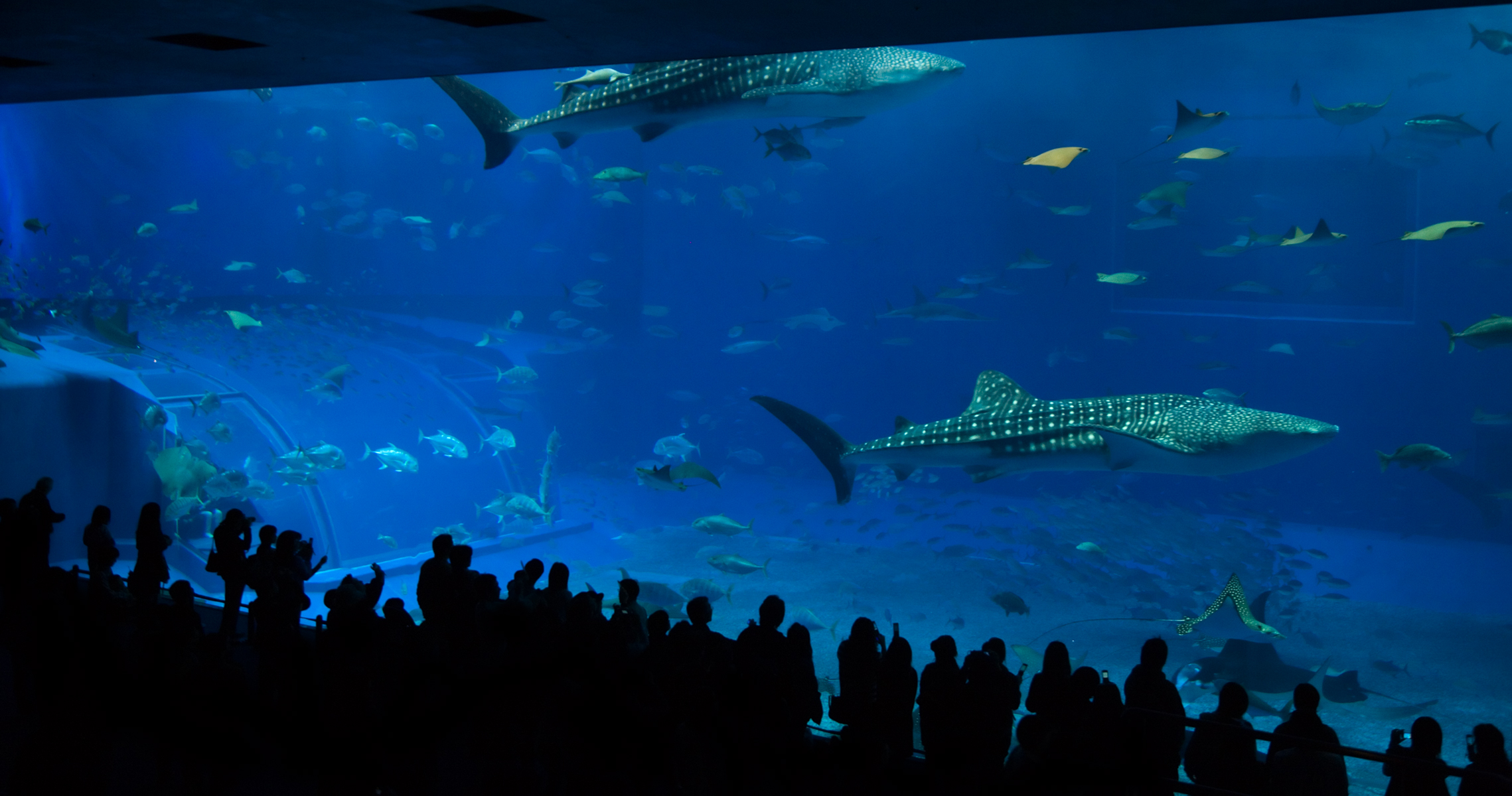
Besökande beundrar «Kuroshio Sea»-akvariet

Okinawa Churaumi-akvariet (沖縄美ら海水族館, Okinawa Churaumi Suizokukan) i Okinawa i Japan är ett av världens största offentliga akvarier.
Huvudkaret innehåller 7500 kubikmeter vatten. Det har ett 8,2 meter högt och 22,5 meter brett akrylfönster och det är listat i Guinness rekordbok som världens största akvariefönster. Valhaj och manta är två av de många arter som finns i huvudakvariet.